# Catarina Vieira
Catarina Cordeiro Vieira (Angra do Heroísmo, 14 de maio de 1996) é uma política holandesa do partido progressista Esquerda Verde (GroenLinks).
Concorreu ao Parlamento Europeu em junho de 2024 como a décima candidata na lista compartilhada GroenLinks – PvdA. O partido obteve uma pluralidade de oito assentos na Holanda, e Vieira foi eleita devido aos quase 32 mil votos preferenciais atribuídos à candidatura dela.